# 人類排泄物的再利用

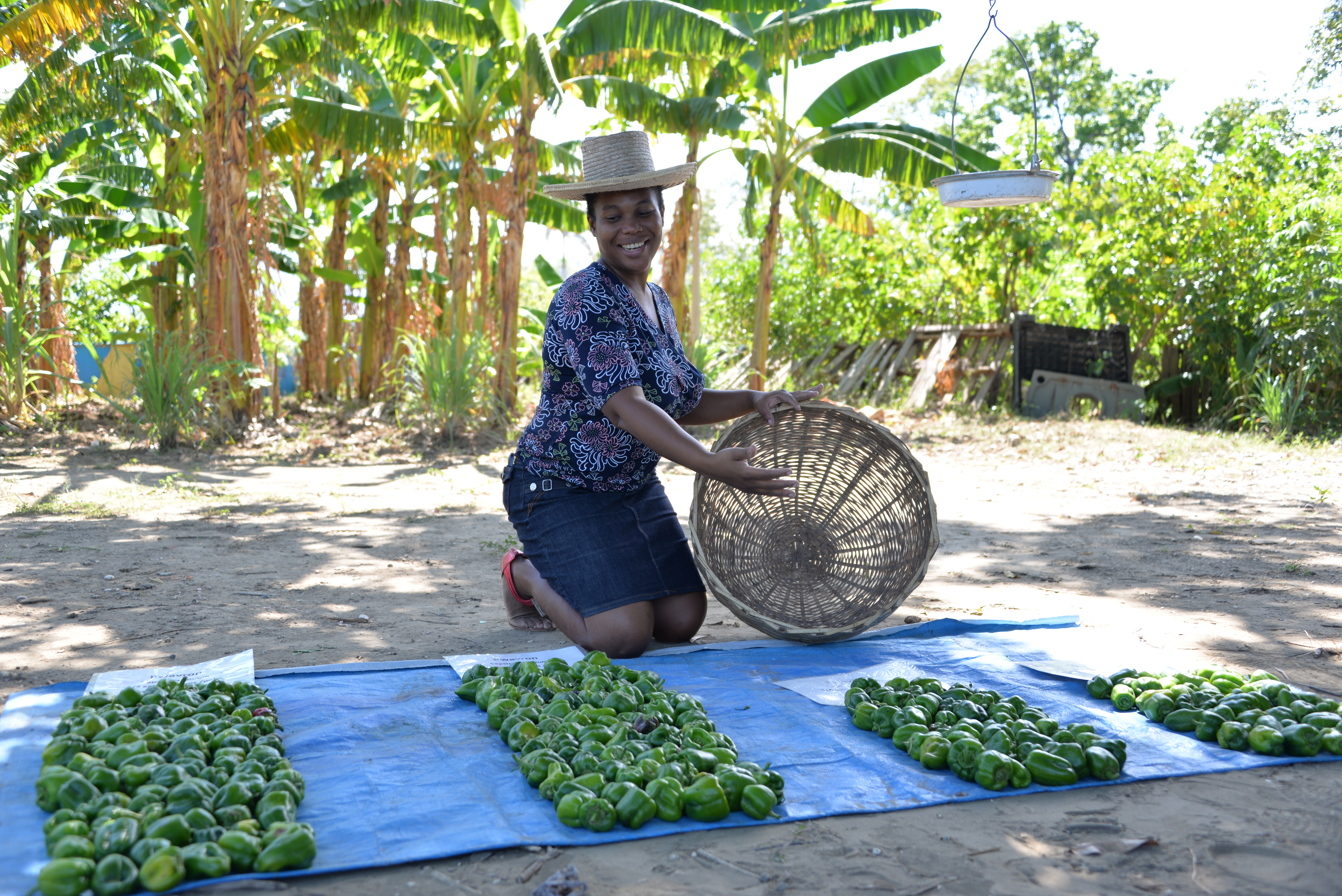
海地收穫用人類排泄物製成的堆肥種植的辣椒

人類排泄物的再利用 是指在採用針對預期再利用應用應用客製化的適當處理步驟和風險管理方法後，對經過處理的人類排泄物進行安全、有益的利用。經處理的排泄物的有益用途可集中於利用經處理的排泄物中所含的植物可利用的養分（主要是氮、磷和鉀）。它們還可以利用排泄物中含有的有機物和能量。在較小程度上，排泄物中的水分也可能被再利用，儘管這更廣為人知的是從城市汙水中回收水。養分含量的預期再利用應用可能包括：農業或園藝活動中的土壤改良劑或肥料。其他再利用應用更著重於排泄物的有機物含量，包括用作燃料源或沼氣形式的能源。
有大量且不斷增加的處理方案可以使排泄物安全且易於管理，以實現預期的再利用。選項包括尿液分流和糞便脫水（尿液分流旱廁）、堆肥（堆肥廁所或外部堆肥）、污水污泥處理技術和一系列糞便污泥處理流程。它們都實現了不同程度的病原體去除和水含量降低，以便於處理。值得關注的病原體是腸道細菌、病毒、原生動物和糞便中的寄生蟲。其他需要考慮的健康風險和環境污染方麵包括微污染物、藥物殘留物和硝酸鹽在環境中的擴散，這可能會導致地下水污染，這可能會影響飲用水品質標準。
有幾種“人類排泄物衍生肥料”，其性質和施肥特性各不相同，例如：尿液、乾糞便、堆肥糞便、糞便污泥、污水、污水污泥。
幾個世紀以來，人類排泄物或生活污水中所含的營養物質和有機物一直被用於農業。然而，這種做法在發展中國家往往以不受監管和不安全的方式進行。世界衛生組織 2006 年的指導方針建立了一個框架，描述如何透過遵循「多重屏障方法」安全地進行這種再利用。

## 術語
人類排泄物、糞便污泥和汙水通常被稱為廢棄物。衛生處理系統的最終輸出可稱為「再利用產品」或「其他輸出」。這些再利用產品是一般肥料、土壤改良劑、生物質、水或能源。
人類排泄物的再利用關注的是人類排泄物的營養成分和有機物含量，而再生水則關注的是水份含量。
另一個術語是“人類排泄物的利用”而不是“再利用”，嚴格來說，這是人類排泄物的“第一次”“使用”，而不是第二次使用。

## 技術和方法

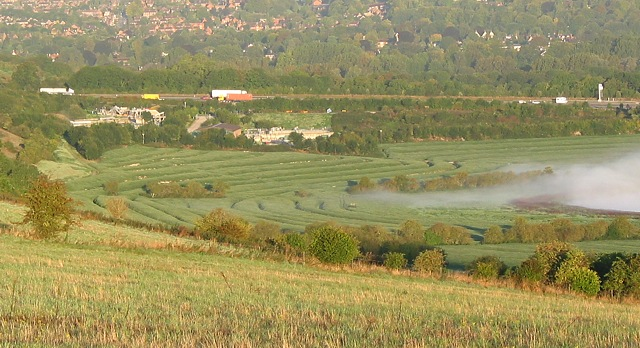
英國漢普郡的一個污水處理場

汙水和人類排泄物中的可用資源，包括水、植物養分、有機物。旨在安全有效地回收資源的衛生系統可以在社區的整體資源管理中發揮重要作用。
回收糞便和汙水中的資源（如營養物、水和能源）有助於實現永續發展目標 6 和其他永續發展目標。
將汙水和人類排泄物與其他可生物降解的廢物（例如糞便、食物和農作物廢物）結合起來可以有效地實現資源回收。

### 處理選項
有大量且不斷增加的處理方案可以使排泄物安全且易於管理，以實現預期的再利用。 從單一農村家庭到城市，各種技術和實踐都可以用來獲取潛在的寶貴資源，並將其用於安全、生產性用途，從而支持人類福祉和更廣泛的可持續性。以下列出了一些治療方案，但還有更多：
- 尿液分流和糞便脫水（經由尿液分流旱廁完成）
- 堆肥（堆肥廁所或外部堆肥過程）
- 污水污泥處理技術，安裝在各種汙水處理技術的下游
- 糞便污泥處理流程，例如污泥乾燥床、人工濕地。
- 厭氧消化與沼氣生產
- 廢棄物轉製能源過程
- Omni處理器

瑞典農業科學大學的指南提供了一系列衛生資源回收處理技術：蚯蚓堆肥、黑水虻堆肥、藻類培養、微生物燃料電池、尿液硝化和蒸餾、鳥糞石沉澱、焚燒、碳化、太陽能乾燥、薄膜、過濾器、尿液鹼脫水、氨消毒/尿素處理和石灰消毒。 進一步的研究涉及紫外線高級氧化過程，以便在再利用之前降解尿液中存在的有機污染物或使用酸使尿液脫水。

### 重複利用選項
排泄物最常見的再利用是在農業中用作肥料和土壤改良劑。這也被稱為農業衛生的「閉環」方法。這是生態衛生方法的一個核心面向。
再利用選項取決於再利用的排泄物的形式：可以是排泄物本身，也可以是與一些水混合的排泄物（糞便污泥）或與大量水（生活污水）混合。
最常見的排泄物再利用類型包括：
- 農業、園藝中的肥料、灌溉水：例如將再生水用於灌溉；使用堆肥的排泄物（和其他有機廢棄物）或經過適當處理的生物固體作為有機肥料和土壤改良劑；使用經過處理的分源尿液作為肥料。
- 能源：例如消化糞便和其他有機廢物以產生沼氣；生產可燃燃料。
- 其他：其他新興的排泄物再利用方案包括使用黑水虻幼蟲生產牲畜蛋白質飼料，回收有機物用作建築材料或用於造紙。

糞便污泥的資源回收可以採取多種形式，包括作為燃料、土壤改良劑、建築材料、蛋白質、動物飼料和灌溉用水。
可從衛生系統回收的再利用產品包括：儲存的尿液、濃縮尿液、消毒的汙水、沼渣、營養液、乾尿、鳥糞石、乾糞、坑式廁所|坑式腐植質、脫水污泥、堆肥、灰燼。

## 作為肥料

### 與其他肥料的比較
人類排泄物中蘊藏著未開發的肥料資源。例如，在非洲，從人類排泄物中回收的營養物質的理論數量與該大陸目前使用的所有肥料相當。糧食產量，並提供化肥的替代品，而化肥往往是小農負擔不起的。然而，人類排泄物的營養價值很大程度取決於飲食輸入。
礦物肥料由採礦活動製成，可能含有重金屬。磷礦中含有鎘、鈾等重金屬，可經由礦物磷肥進入食物鏈。這不適用於以排泄物為基礎的肥料（除非人類食物的污染一開始就超出了安全限度），這是一個優勢。
有機肥料的施肥元素大部分結合在碳質還原化合物中。如果這些肥料已經部分氧化（如堆肥中），則施肥礦物質會吸附在降解產物（腐植酸）等。浸出速度較慢。

### 尿
尿液含有大量的氮（主要為尿素），以及鉀。尿液中的營養濃度會隨飲食而改變。特別是，尿液中的氮含量與飲食中的蛋白質含量有關：高蛋白質飲食會導致尿液中尿素含量較高。尿液中的氮含量與人類飲食中的食物總蛋白成正比，磷含量與食物總蛋白和植物性食物蛋白之和成正比。尿液的八種主要離子（> 0.1 meq L−1）是陽離子、鈉、鉀、銨、鈣和陰離子、氯、硫酸鹽、磷酸鹽和碳酸氫鹽。 尿液通常含有污水中 70% 的氮和一半以上的鉀，但只佔總體積的不到 1%。成人每天產生的尿液量約為0.8至1.5公升。
尿肥通常用水稀釋後施用，因為未稀釋的尿液會造成肥料燒傷，植物的葉子或根造成損傷， 特別是當土壤濕度較低時。稀釋也有助於減少使用後產生的氣味。當用水稀釋時（對於每個季節使用新鮮生長介質的容器種植一年生植物，按1:5 的比例進行稀釋，或者對於更一般的用途，按1:8 的比例），它可以直接施用於土壤，如一種肥料。 研究發現尿液的施肥效果與商業氮肥相當。 尿液可能含有藥物殘留。污水污泥中常見的重金屬如鉛、汞和鎘在尿液中的濃度要低得多。
隨尿液排出的營養物質的典型設計值為：每人每年 4 公斤氮、每人每年 0.36 公斤磷和每人每年 1.0 公斤鉀。
根據每天1.5L尿液（或每年550L）的尿液量，大量營養素的濃度值如下：7.3 g/L N; .67 g/L P; 1.8 g/L K.這些是預設值，實際值因飲食而異。尿液的養分含量，以國際肥料慣例 N:P2O5:K2O 大約是 7:1.5:2.2.由於與磷酸二銨等乾燥製造的氮肥相比，尿液作為肥料被相當稀釋，因此尿液的相對運輸成本較高，因為需要運輸大量的水。
使用尿液作為肥料的一般限制主要取決於過量氮累積的可能性（由於該大量營養素的比例很高），以及氯化鈉等無機鹽，它們也是腎臟系統排出廢物的一部分。過度施尿或其他氮肥會導致植物吸收過多的氨。用尿液施肥時需要考慮的重要參數包括植物的耐鹽性、土壤成分、其他施肥化合物的添加以及降雨量或其他灌溉量。1995年有報告指出，與標記硝酸銨相比，尿氮氣態損失相對較高，植物吸收較低。相反，磷的使用率高於可溶性磷酸鹽。尿液也可以安全地用作富碳堆肥中的氮源。
人類尿液可以透過使用小便池或尿液分流廁所的衛生系統來收集。如果要分離和收集尿液用作農業肥料，則可以透過使用無水小便池、尿液分流乾式廁所 (UDDT) 或尿液分流沖水廁所的衛生系統來完成。在儲存過程中，尿液中的尿素被尿素酶迅速水解，產生氨。可以用收集的尿液進行進一步處理，以穩定氮並濃縮肥料。一種解決氣味的低技術解決方案是在尿液收集容器中添加檸檬酸或醋，這樣脲酶就會失去活性，並且形成的氨不揮發。除了濃縮之外，還可以使用簡單的化學過程來提取純物質：硝酸鹽形式的氮（類似於中世紀的硝床）和鳥糞石形式的磷。
使用尿液作為肥料來源的健康風險通常被認為可以忽略不計，特別是當尿液分散在土壤中而不是在被消耗的植物部分時。尿液可以透過埋在土壤表面下約 10 公分的穿孔軟管分配到農作物之間，從而最大限度地減少異味、因揮發造成的營養損失或病原體傳播的風險。與直接用作汙水相比，當尿液在污水處理廠中作為污水的一部分處理時，可能會出現更多的環境問題（例如，由於營養豐富的汙水流入水生或海洋生態系統而導致富營養化），並且能源消耗更高。在發展中國家，使用原污水或糞便污泥在歷史上一直很常見，但到 2021 年，將純尿液應用於農作物仍然相當罕見。大約從 2011 年開始，比爾和梅琳達蓋茲基金會就開始為涉及回收尿液中營養物質的衛生系統的研究提供資金。

### 糞便

#### 乾燥糞便
尿液分流旱廁的乾燥人類糞便經過後處理後的再利用，可透過氮、磷、鉀的施肥作用提高作物產量，並透過有機碳提高土壤肥力。

#### 堆肥糞便

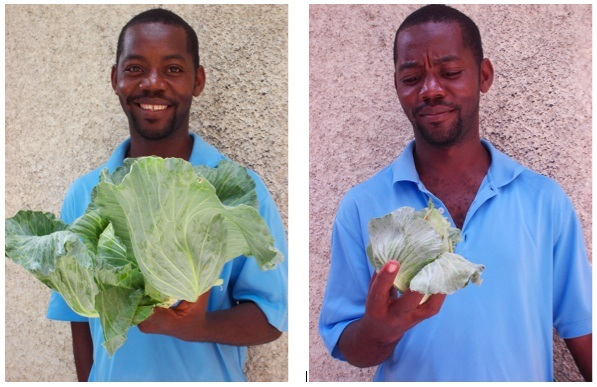
在以排泄物為基底的堆肥（左）和不使用土壤改良劑（右）中種植的捲心菜，海地的土壤。

原則上，來自堆肥廁所的堆肥（有機廚房垃圾在某些情況下也被添加到堆肥廁所中）與來自其他有機廢物產品（例如污水污泥或城市有機廢物）的堆肥具有相同的用途。限制因素之一可能是法律限制，因為堆肥中可能存在病原體。無論如何，使用自家花園的堆肥廁所堆肥算是安全的，是堆肥廁所堆肥的主要使用方法。所有接觸堆肥的人都必須採取處理堆肥的衛生措施，例如：戴著手套和雨鞋。
有些尿液將成為堆肥的一部分，儘管有些尿液會透過滲濾液和蒸發而流失。尿液中含有人類排泄物中高達 90% 的氮、高達 50% 的磷 和高達 70% 的鉀。
堆肥廁所的堆肥中的營養物質比典型的尿液分流乾廁所的乾糞便具有更高的植物利用率。然而，這兩個過程並不互相排斥：有些堆肥廁所確實會轉移尿液（以避免水和氮過度飽和），而乾燥的糞便仍然可以堆肥。

### 糞便污泥
糞便污泥被定義為「來自現場衛生技術，並且未透過下水道運輸」。現場技術的例子包括坑式廁所、無下水道的公共沐浴區、化糞池和旱廁。糞便污泥可以透過多種方法處理，使其適合農業再利用。

### 市政汙水
再生水可重新用於灌溉、工業用途、補充天然水道、水體、含水層以及其他飲用水和非飲用水用途。然而，這些應用通常集中在水方面，而不是養分和有機物再利用方面，而這才是「排泄物再利用」的重點。
當汙水在農業中再利用時，其營養物（氮和磷）含量可用於額外施肥。 國際水管理研究所和其他機構的工作制定了關於如何在低收入國家安全地實施農業城市汙水再利用用於灌溉和施肥的指南。

### 污泥
使用處理後的污水污泥（處理後也稱為“生物固體”）作為土壤改良劑或肥料是可能的，但在一些國家（例如美國、歐洲的一些國家）這是一個有爭議的話題，因為它可能含有化學污染物，例如重金屬和環境持久性藥物污染物。
英國諾森伯蘭水務公司使用兩個沼氣廠來生產該公司所謂的「糞便發電」——利用污水污泥生產能源來創造收入。 沼氣生產使 1996 年之前的 2,000 萬英鎊電力支出減少了約 20%。 Severn Trent 和 Wessex Water 也有類似的項目。

### 污泥處理液體
污泥處理液（厭氧消化後）可用作以鳥糞石形式回收磷以用作肥料的過程的輸入源。例如，加拿大公司 Ostara Nutrient Recovery Technologies 正在行銷一種基於流化床反應器中磷的受控化學沉澱的工藝，該工藝從污泥脫水流中以結晶顆粒的形式回收鳥糞石。所得結晶產品作為肥料以註冊商標名「Crystal Green」出售給農業、草坪和觀賞植物部門。

### 磷
排泄物的再利用是一種已知的回收磷的方法，以緩解經濟開採的磷的迫在眉睫的短缺（也稱為“peak phosphorus”）。開採的磷是一種有限的資源，正以不斷增加的速度用於化肥生產，威脅著全世界的糧食安全。因此，來自排泄物的肥料中的磷是含有開採的磷礦石的肥料的有趣替代品。

## 農業用途的健康與環境問題

### 病原體

#### 農業安全使用的多重屏障概念
瑞典從1990 年代開始研究如何在農業中安全地再利用尿液和糞便。
排泄物肥料在安全用於農業之前所需的處理程度取決於許多因素。這主要取決於根據多重障礙概念將設置哪些其他障礙。這些障礙可能是選擇合適的作物、耕作方法、施肥方法、農民的教育等等。
在尿液分流乾廁所的情況下，乾糞便的二級處理可以在社區層面而不是家庭層面進行，並且可以包括高溫堆肥，其中糞便材料在超過 50°C 的溫度下堆肥，延長儲存時間1.5至兩年，用尿液中的氨化學處理以滅活病原體，日光衛生進一步乾燥或熱處理以消除病原體。
由於其病原體含量，農場工人接觸未經處理的排泄物會構成重大健康風險。糞便中可含有大量腸細菌、病毒、原蟲、寄生蟲卵。這種風險也延伸到使用未經處理的排泄物施肥的農作物的消費者。因此，排泄物在再利用之前需要適當的處理，並且需要對所有再利用應用進行健康方面的管理，因為排泄物即使在處理後也可能含有病原體。

#### 處理排泄物以移除病原體
溫度是一個與所有病原體組的病原體滅活都有確定關係的處理參數：溫度高於50 °C（122 °F）的溫度有可能滅活大多數病原體。因此，熱消毒被應用於多種技術中，例如高溫堆肥和高溫厭氧消化，以及潛在的陽光乾燥。pH值10以上的鹼性條件也能滅活病原體。這可以透過氨消毒或石灰處理來實現。
也可以透過在廁所本身（例如，從尿液分流旱廁收集的尿液通常在家庭層面進行簡單儲存處理）；或半集中（例如，透過堆肥）；或在污水處理廠完全集中化。以去除病原體。

### 藥物殘留
人類的排泄物含有荷爾蒙和藥物殘留，理論上它們可以透過受精作物進入食物鏈，但目前無論如何都不能被傳統汙水處理廠完全去除，並且可以透過家庭汙水進入飲用水源。事實上，排泄物中的藥物殘留在陸地土壤中比在水生系統中降解得更好.

### 硝酸鹽污染
只有一小部分氮基肥料轉化為植物物質。其餘的積聚在土壤中或作為徑流流失。這也適用於基於排泄物的肥料，因為它也含有氮。未被植物吸收的過量氮轉化為易於浸出的硝酸鹽。高施用率與硝酸鹽的高水溶性相結合導致地表水徑流增加以及地下水滲濾。地下水中硝酸鹽含量超過 10 mg/L (10 ppm) 會導致「藍嬰症候群」（後天性高鐵血紅蛋白血症）。化學肥料中的營養物質，尤其是硝酸鹽，如果被沖刷到地表水中或透過土壤浸入地下水，可能會對生態系統和人類健康帶來問題。

## 其他用途
除了用於農業之外，排泄物還有其他可能的用途。例如，就糞便污泥而言，可以對其進行處理，然後用作蛋白質、飼料、魚食、建築材料和生物燃料（厭氧消化產生的沼氣、乾燥污泥的焚燒或共燃、糞便污泥的熱解、糞便污泥的生質柴油）。

### 燃料

#### 固體燃料、熱能、電力
烏幹達和塞內加爾的中試規模研究表明，使用乾燥糞便作為工業燃燒是可行的，只要其乾燥固體含量至少達到 28%。乾燥後的污水污泥可以在污泥焚化廠中燃燒並產生熱能和電力（垃圾發電過程就是一個例子）。人們發現，糞便污泥資源化作為固體燃料在撒哈拉以南非洲地區具有很高的市場潛力。

#### 氫燃料
尿液也被研究作為氫燃料的潛在來源。尿液被發現是適合在微生物電解池（MEC）中高速產氫的廢水。

#### 沼氣
許多國家都在使用小型沼氣廠，包括加納、越南，以及許多其他人。更大的集中系統正在規劃中，將動物和人類的糞便混合起來以生產沼氣。污水污泥處理過程中經由厭氧消化也會產生沼氣。在這裡，它可以用於加熱硝化池和發電。
沼氣是一種重要的垃圾發電資源，在減少環境污染方面發揮巨大作用，最重要的是在減少垃圾造成的溫室氣體效應方面發揮巨大作用。利用人類排泄物等原料來產生沼氣被認為是有益的，因為它不需要額外的發酵劑（例如用於生產甲烷的微生物種子），並且在原料的供應過程中連續發生微生物的供應。

### 牲畜的食物來源
自古以來，一些國家就使用外屋/飼槽組合。它們通常正在被逐步淘汰。

### 生產動物飼料蛋白質的食物來源
正在開發用糞便餵養黑水虻幼蟲的試點設施。成熟的蒼蠅將成為南非雞飼料生產的蛋白質來源。
黑水虻（BSF）生物廢棄物處理是一種相對較新的處理技術，在過去幾十年中受到越來越多的關注。在生物廢物上生長的幼蟲可以成為動物飼料生產的必要原料，因此可以為經濟上適用的廢物管理系統提供收入。此外，當用生物廢物生產時，昆蟲飼料比傳統飼料更具永續性。

### 建築材料
眾所周知，在黏土磚中添加高達乾重 20% 的糞便物質不會對磚塊產生顯著的功能差異。

### 貴金屬回收
日本污水處理設施從污水污泥中提取貴金屬，「諏訪設施中發現的高比例黃金可能是由於附近有大量使用黃金的精密設備製造商。該設施最近據記錄，從焚燒污泥中每噸灰燼中發現了1,890 克黃金，這比世界頂級金礦之一日本菱徠礦的黃金含量要高得多，該金礦每噸灰燼中含有20-40 克貴金屬。」這個想法也經過了美國地質調查局（USGS）的測試，發現100萬人每年產生的污水污泥中含有價值1,300萬美元的貴金屬。

### 其他材料
透過熱解，尿液變成一種預先摻雜的、高度多孔的碳材料，稱為「尿液碳」(URC)。 URC 比目前的燃料電池催化劑更便宜，同時性能更好。

## 社會文化

### 經濟
關於排泄物的再利用是否具有成本效益的爭論仍在繼續。「衛生經濟」和「廁所資源」等術語被引入來描述銷售由人類糞便或尿液製成的產品的潛力。

#### 堆肥銷售
2006 年，海地的非政府組織 SOIL 開始建造尿液分流旱廁，並對產生的農業廢物進行堆肥。SOIL 的兩個堆肥廢棄物處理設施目前每月將超過 20,000 加侖（75,708 公升）的人類排泄物轉化為有機農業級堆肥。 這些設施產生的堆肥出售給全國各地的農民、組織、企業和機構，以幫助資助 SOIL 的廢棄物處理業務。使用這種土壤改良劑種植的作物包括菠菜、辣椒、高粱、玉米等。每批生產的堆肥均經過指示微生物「大腸桿菌」測試，以確保在高溫堆肥過程中徹底殺死病原體。

### 政策
仍然缺乏將重用方面完全納入政策和宣傳的實施政策的例子。在考慮這方面政策變化的驅動因素時，應考慮以下經驗教訓： 修訂立法並不一定會導致再利用系統發揮作用；描述「制度環境」並讓所有參與者參與非常重要；各級政府（即國家、區域和地方各級）應啟動並行進程；需要針對具體國家的策略和方法；並需要製定支持新制定政策的策略）。

### 法規考慮
全球良好農業規範等法規可能會阻礙使用人類排泄物肥料種植的農產品的進出口。

#### 歐洲有機農業的尿液使用
歐盟僅允許在歐盟境內的傳統農業中使用源分離尿液，但尚未在有機農業中使用。許多農業專家，尤其是瑞典的農業專家希望看到這種情況改變。 如果其他國家希望將產品出口到歐盟，這項禁令也可能減少其他國家使用尿液作為肥料的選擇。

#### 美國尿液分流旱廁的乾糞便
在美國，美國環保署對尿液分流乾式廁所的副產品沒有管轄權。這些的監督權由各州負責。

## 外部連結
- Documents on reuse of excreta （页面存档备份，存于） in the library of the Sustainable Sanitation Alliance
- Photos on reuse of excreta （页面存档备份，存于） in photo database of the Sustainable Sanitation Alliance